# Naznaczony (film)
Naznaczony – horror z 2010 roku w reżyserii Jamesa Wana. Film kręcono od kwietnia do maja 2010 roku w Los Angeles.

## Fabuła
Młode małżeństwo, Josh i Rai, wraz z trójką dzieci, wprowadza się do nowego domu. Początkowa radość zostaje jednak stłumiona za sprawą dziwnych, tajemniczych zjawisk, które dają o sobie znać nowym lokatorom. Wkrótce syn Josha i Rai zapada śpiączkę w wyniku upadku z drabiny. Kiedy małżonkowie decydują się na zmianę mieszkania, okazuje się, że to nie rozwiązuje problemu.

## Obsada
- Patrick Wilson jako Josh Lambert
- Rose Byrne jako Renai Lambert
- Ty Simpkins jako Dalton Lambert
- Andrew Astor jako Foster Lambert
- Lin Shaye jako Elise Rainier
- Leigh Whannell jako Specs
- Angus Sampson jako Tucker
- Barbara Hershey jako Lorraine Lambert
- Corbett Tuck jako pielęgniarka Adelle / lalka
- Heather Tocquigny jako pielęgniarka Kelly
- Ruben Pla jako doktor Sercarz
- John Henry Binder jako ojciec Martin
- Joseph Bishara jako demon z czerwonymi ustami
- Philip Friedman jako stara kobieta
- J. LaRose jako długowłosy demon
- Kelly Devoto jako lalka[3]

## Nagrody i nominacje
Saturny 2012:
Nominacja w kategorii Najlepsza aktorka drugoplanowa dla Lin Shaye.